# Melbourne Inman
Melbourne Sydney Inman (* 15. Juli 1878 in Brentford; † 11. August 1951 in Farnborough) war ein englischer English-Billiards- und Snookerspieler.

## Familie
Geboren wurde er als Sohn von Robert Withy Inman (1844–1919) und Annie Cross (1852–1938). Am 19. Mai 1905 heiratete er Florence Ambler (1885–1971). Mit ihr hatte er einen Sohn, Melbourne Sydney Inman Jr. (1909–1947), der noch vor ihm verstarb.
Inman wuchs in einer Billardfamilie auf. Sein Vater, zwei Onkel und drei Brüder waren schon Billardspieler.

## Karriere
Sein Vater leitete in London den „The Twickenharn Club“. Dort fing Inman im Alter von 14 Jahren mit dem Billardspielen an. Schon 1908 konnte er seinen ersten Titel bei der Professional Championship gewinnen. Diesen Titel errang er nochmals 1909, 1912–1914 und 1919.
Bekannt war seine Rivalität zu Tom Reece, einem hochklassigen, aber unbeständigen Spieler. Wegen Inmans defensiver und taktischer Spielweise gelang es Reece nie, ihn zu schlagen.
Zu dieser Zeit war es üblich, sich auch an anderen Billardvarianten zu beteiligen. So konnte er 1914 den amerikanischen Karambolagespieler Willie Hoppe mit 602:304 schlagen.
1927 nahm er an der ersten Snookerweltmeisterschaft teil. In der ersten Runde konnte er sich mit 8:5 gegen Tom Newman durchsetzen, unterlag aber im Viertelfinale Tom Carpenter mit 3:8.